# Galerie des cartes géographiques
La galerie des cartes géographiques (en italien : Galleria delle carte geografiche) est une galerie de  120 m de long sur 6 m de large ; elle relie le palais du Belvédère au palais apostolique du Vatican. Ce couloir longe la  Cortile del Belvedere (en français : cour du Belvédère) et fait partie des musées du Vatican.
La galerie a été commandée en 1580 par le pape Grégoire XIII dans le cadre d'autres œuvres artistiques commandées par le pape pour décorer le Vatican. Il a fallu trois ans à Ignazio Danti, de 1580 jusqu'en 1583, pour compléter les 40 panneaux de la galerie.

## Description
La galerie des cartes du Vatican présente un intérêt artistique, géographique et symbolique : l'ensemble des cartes représentées préfigure une unité spirituelle de l'Italie, ainsi que géographique. Elle présente un état exhaustif des connaissances géographiques au XVIe siècle en Italie.
Elle est l'œuvre d'Antonio Danti qui réalise les fresques entre 1580 et 1585, avec les conseils de son frère, le géographe et frère dominicain Ignazio Danti, tous deux natifs de Pérouse. Le couloir mesure 120 mètres de long et comprend les cartes  suivantes, qui représentent les villes les plus importantes d'Italie :
- deux cartes des Pouilles : la péninsule du Salente et celle de Gargano et Tavoliere
- une carte des Abruzzes, avec une représentation de la ville de L'Aquila
- trois cartes des Marches : Ascoli Piceno, Fermo et Macerata, avec une représentation de la ville de Macerata, d’Ancône, et la carte de Loreto
- quatre cartes de l’Émilie-Romagne
- quatre cartes de la Vénétie
- une carte du Piémont, avec le plan de Turin
- une carte de la Ligurie, Gênes y est représenté en partie
- deux cartes de la Toscane, avec la carte de Florence, de San Miniato et l'île d'Elbe et le plan de Portoferraio
- deux cartes de l'Ombrie
- deux cartes du Latium, avec une carte de Rome;
- deux cartes de la Campanie, avec un plan de Naples
- une carte de la Basilicate
- deux cartes de la Calabre
- une carte de la Sicile, avec les plans de Palerme, Syracuse et Messine
- une carte de la Sardaigne
- une carte de la Corse
- une carte de Malte, avec le plan de La Valette
- une carte du territoire d'Avignon.

Enfin, deux cartes représentent l'ancienne Italie et l'Italie moderne.
Chaque carte est entourée d'un cadre blanc et or avec des frises en stuc sur lesquelles sont indiquées les coordonnées de latitude et de longitude. Au-dessus du cadre, se trouve le titre de la carte en latin. D'autres éléments apparaissent sur les cartes, comme une rose des vents, des indications schématiques sur la région représentée, les lieux habités, des croix signalant les sièges épiscopaux, des vues sur les villes les plus connues et des paysages. On y retrouve également des représentations de faits d'armes ou d'événements politiques, des bateaux sur les plans d'eau et des animaux mythiques.
Des vues en perspective des principaux ports italiens du XVIe siècle, de grande valeur artistique et même des brins des témoignages de ces villes au cours de la Renaissance, Venise, Ancône, Gênes et Civitavecchia sont regroupées à une extrémité de la galerie tandis qu'à l'autre extrémité ce sont des représentations des îles Tremiti, d'Elbe, Corfou et Malte.
Au plafond sont représentés des épisodes miraculeux, ainsi que les régions italiennes où ils ont eu lieu. De cette manière, l'ensemble de l'Italie est considérée comme une terre sous la Providence divine et dans son intégralité. Une partie des fresques a été peinte par Cesare Nebbia. L'emplacement des fresques sur la voûte l’est en fonction de la ville où l'événement a eu lieu et qu'on retrouve sur la planche en-dessous. Parmi les épisodes recensés, on trouve :
- La Translation de la maison de Marie à Lorette
- La rencontre de saint Pierre et du Christ aux portes de Rome
- L'Apparition de la Croix à Constantin avant la bataille du pont Milvius
- L'Apparition de saint Michel Archange sur le Gargano
- Au centre de la galerie, Le Christ recommande à saint Pierre de s'occuper du troupeau des fidèles

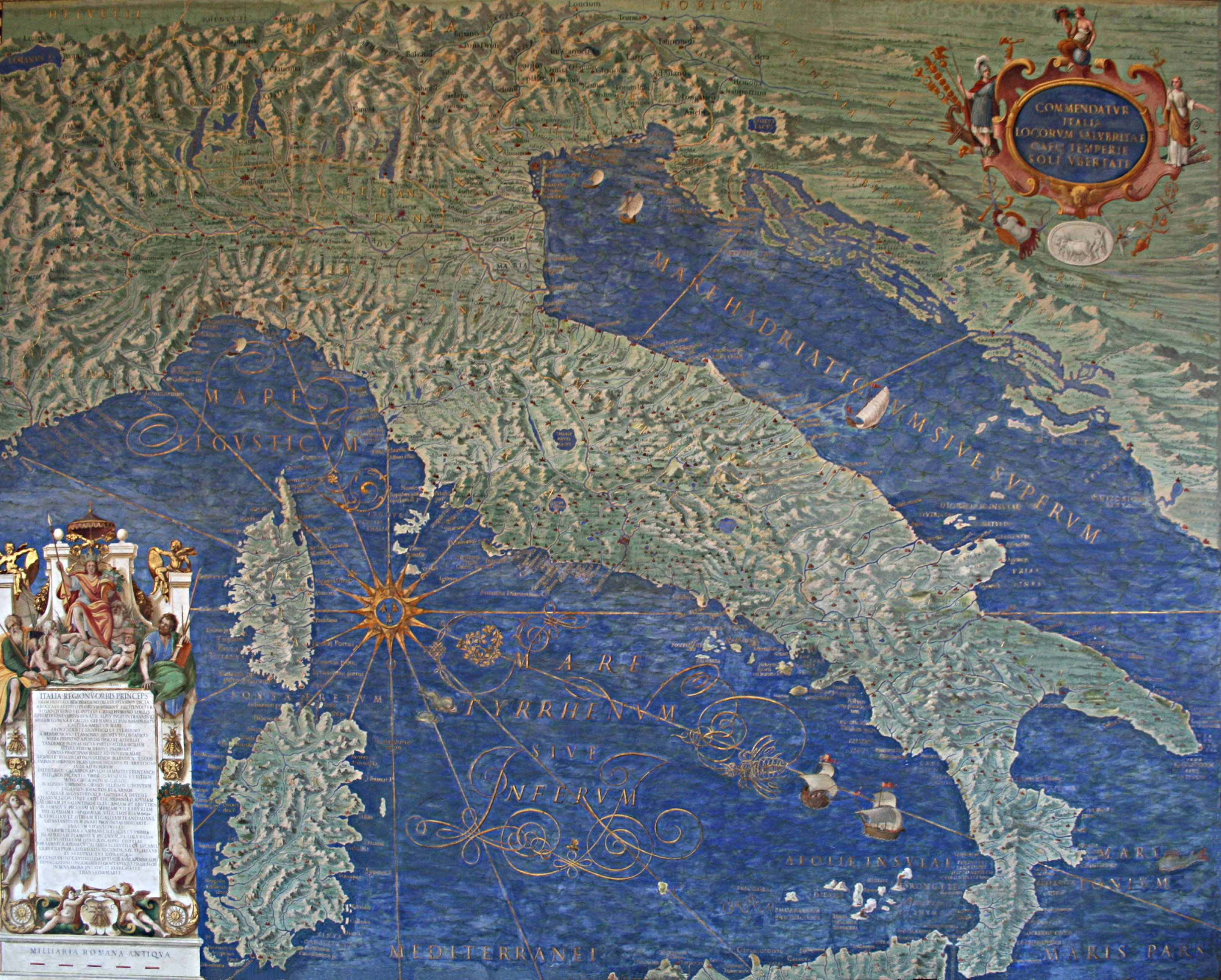
Carte de l'Italie, la Corse et la Sardaigne
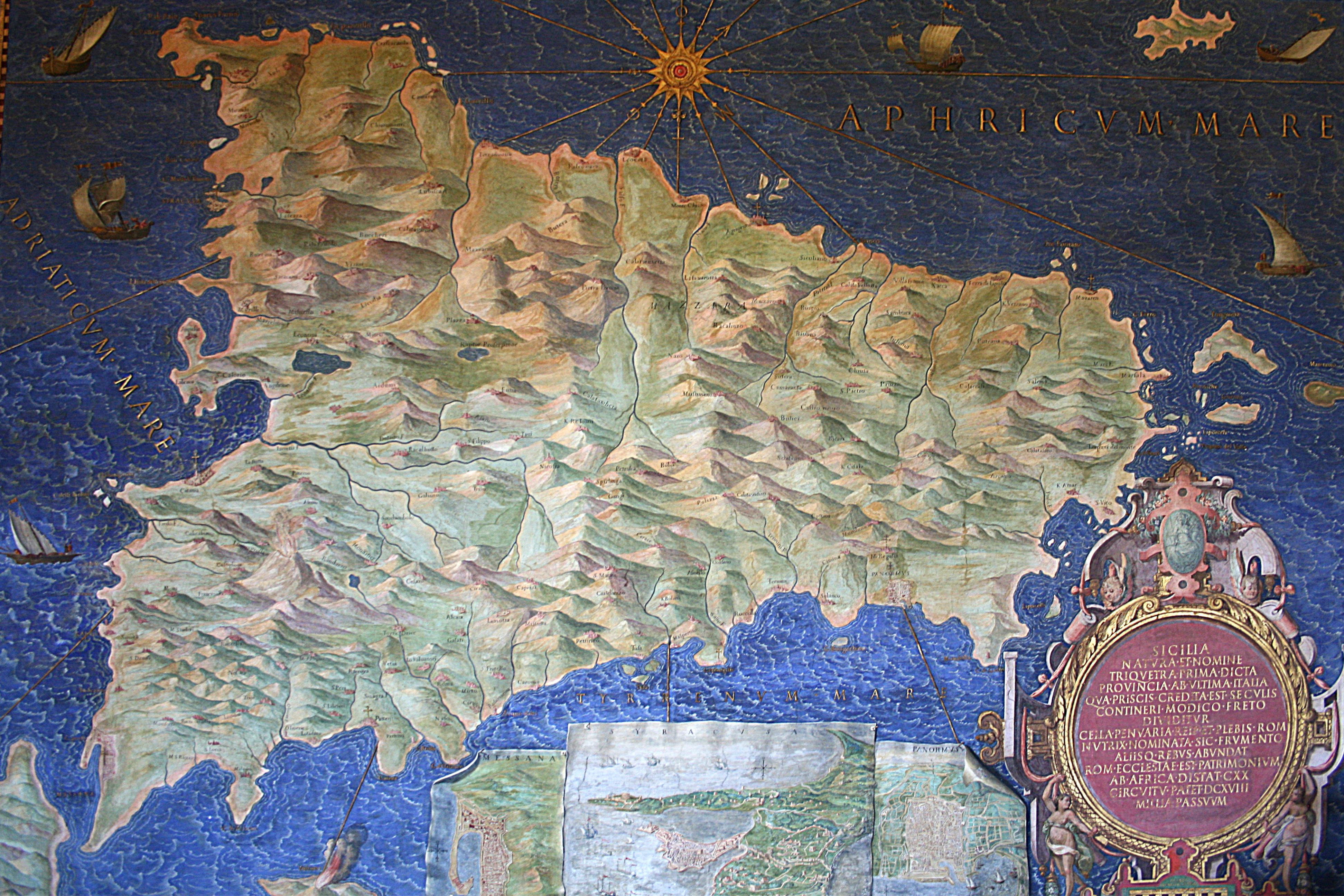
Carte de la Sicile
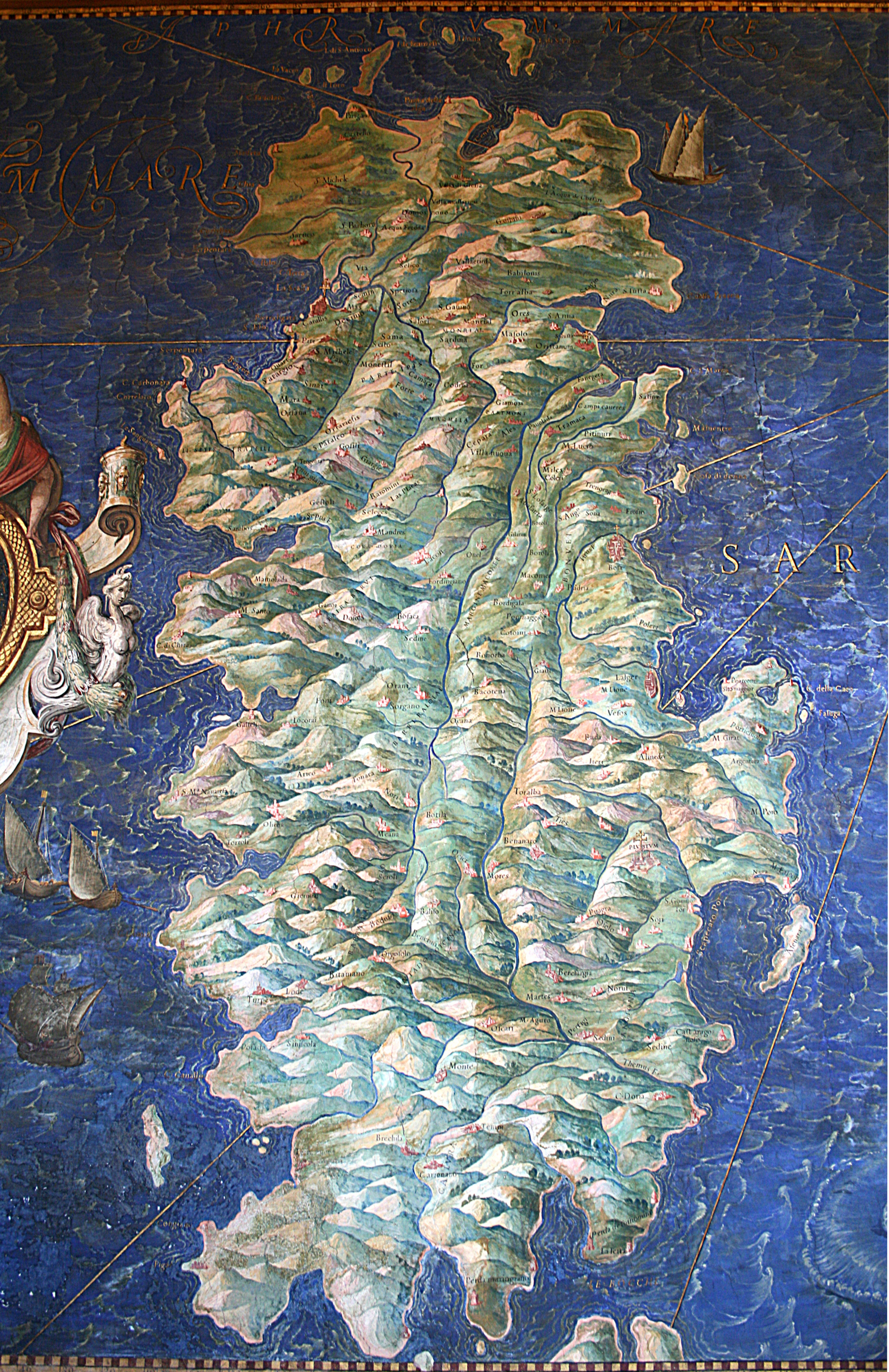
Carte de la Sardaigne
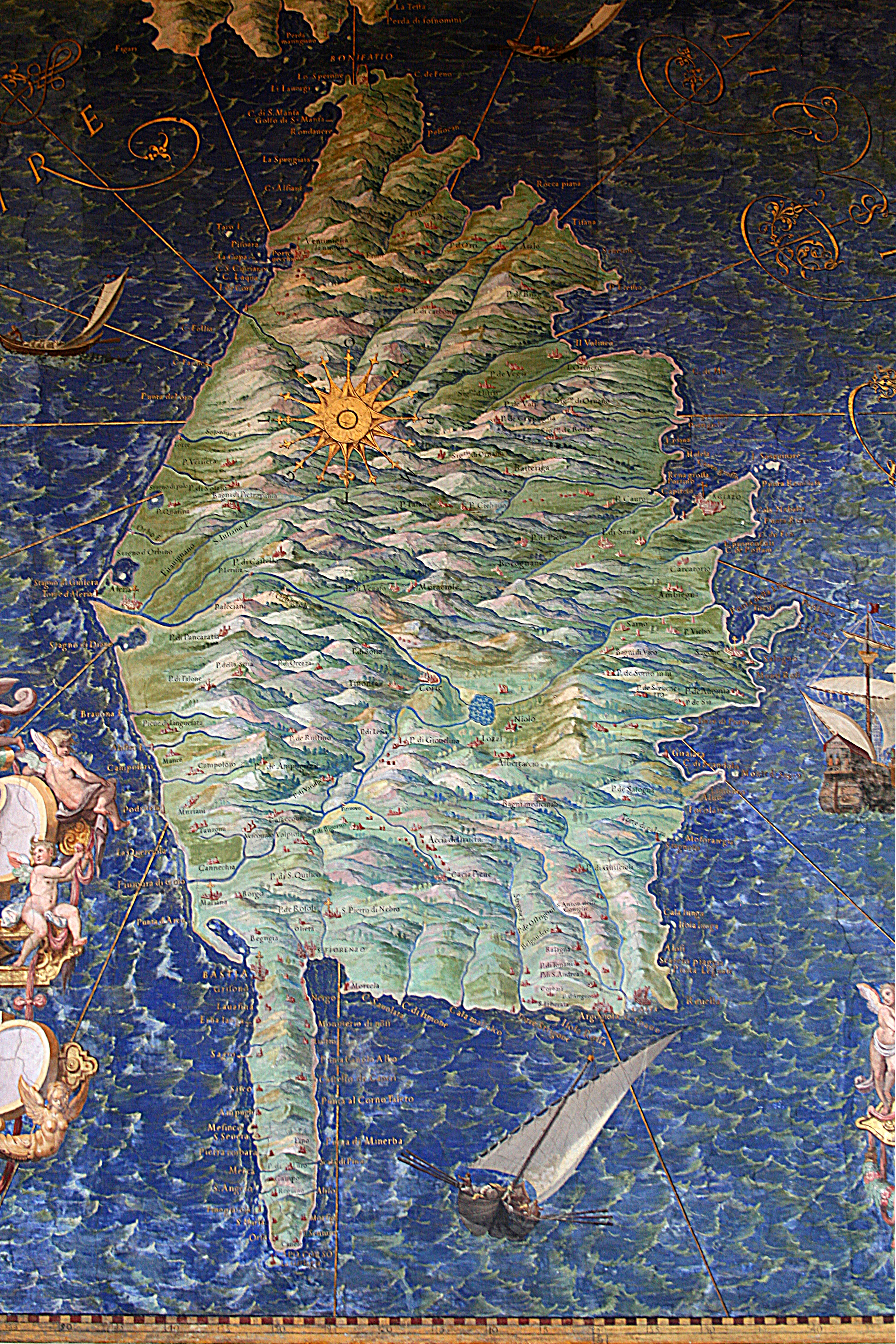
Carte de la Corse
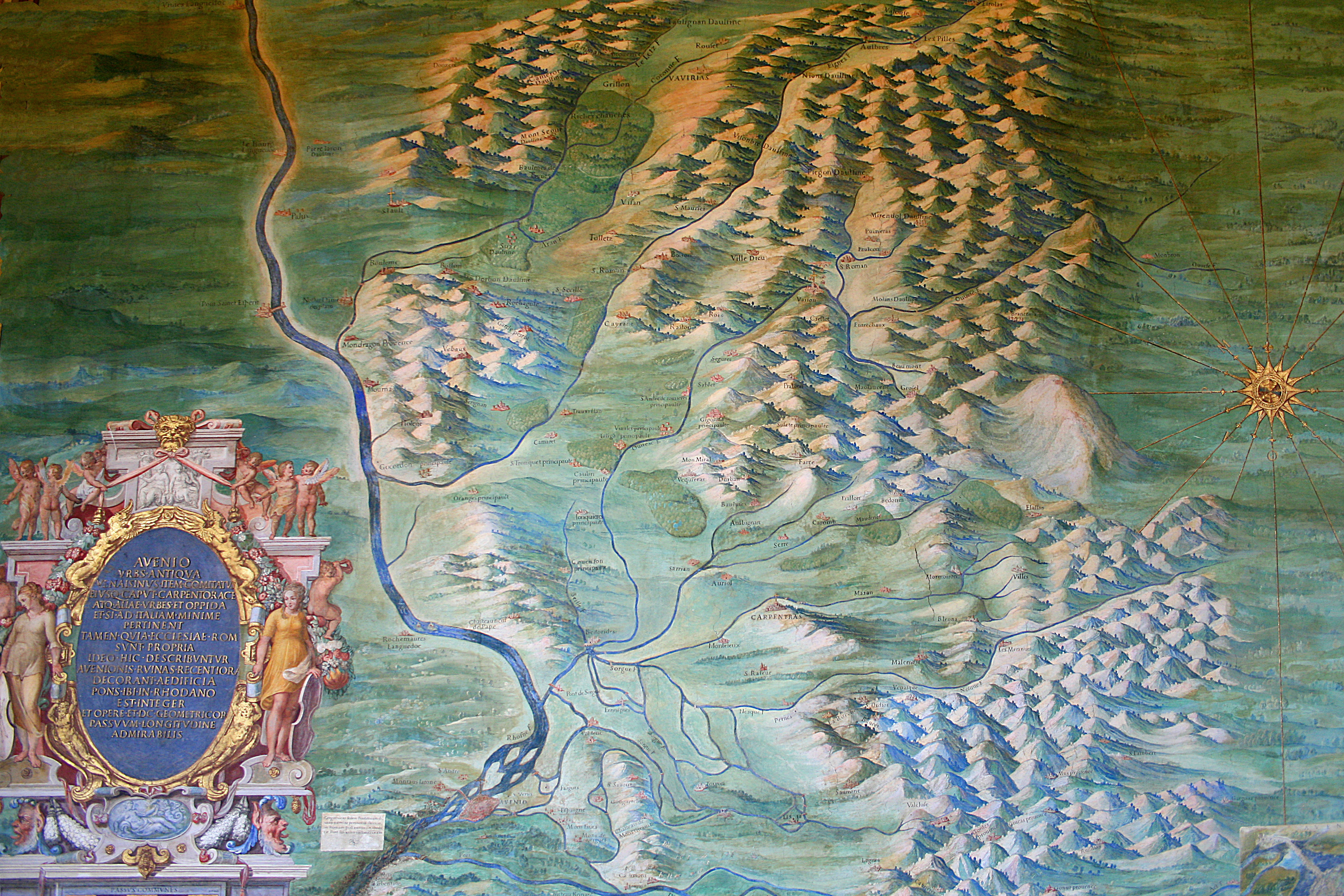
Carte d'Avignon
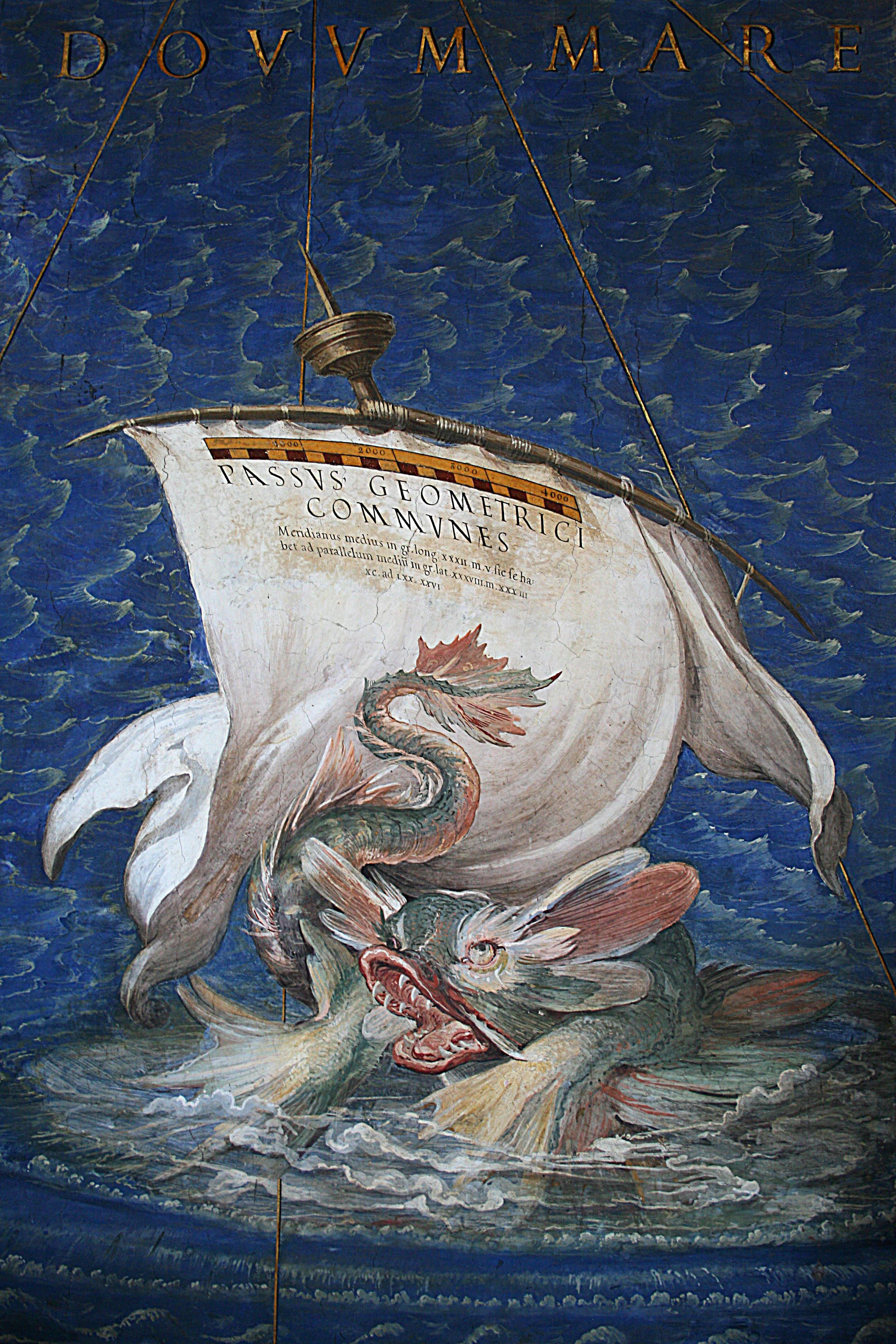
Détail d'une carte d'Ignazio Danti
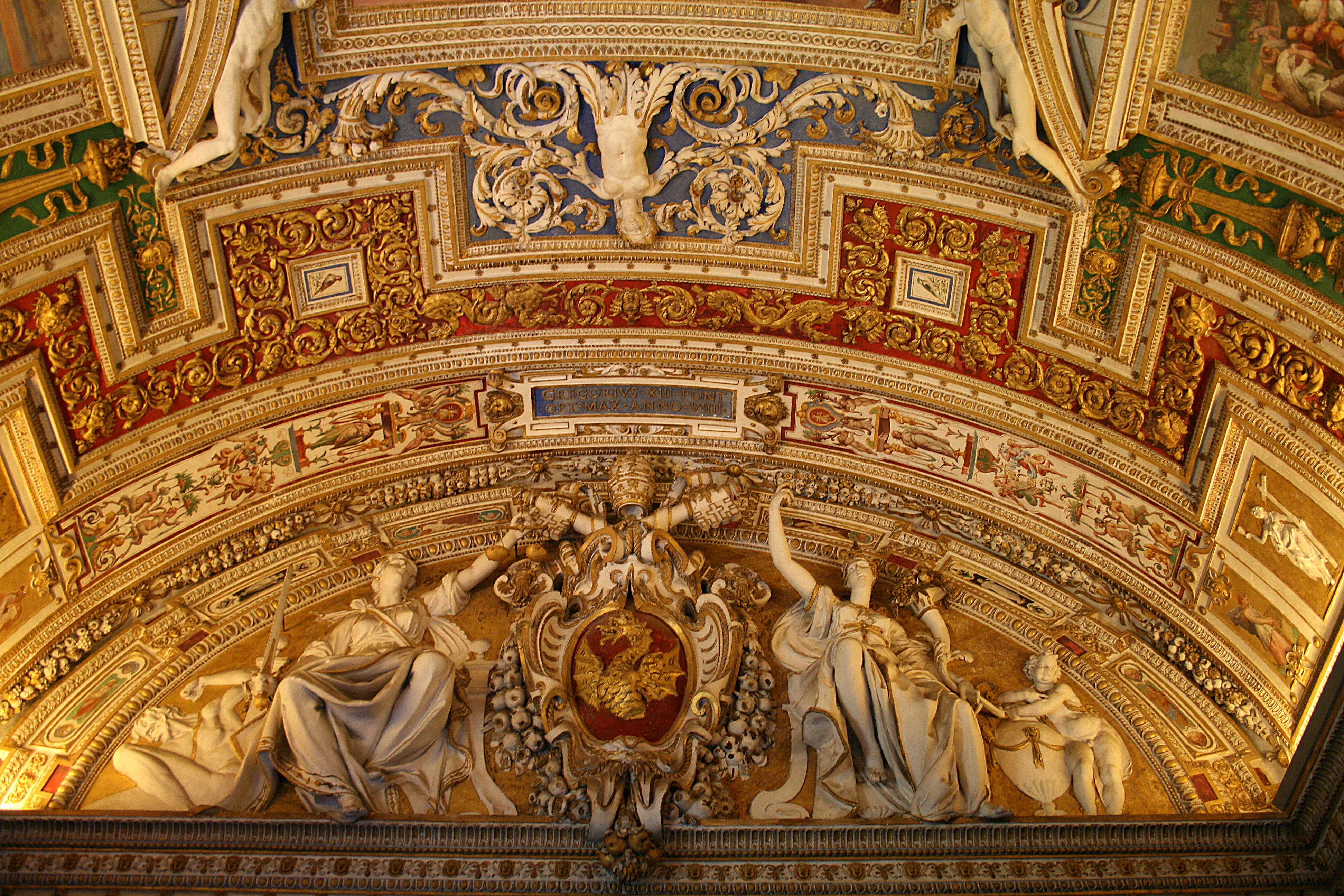
Stucs avec motifs allégoriques, statues, tiare papale et blason aux armes de Grégoire XIII
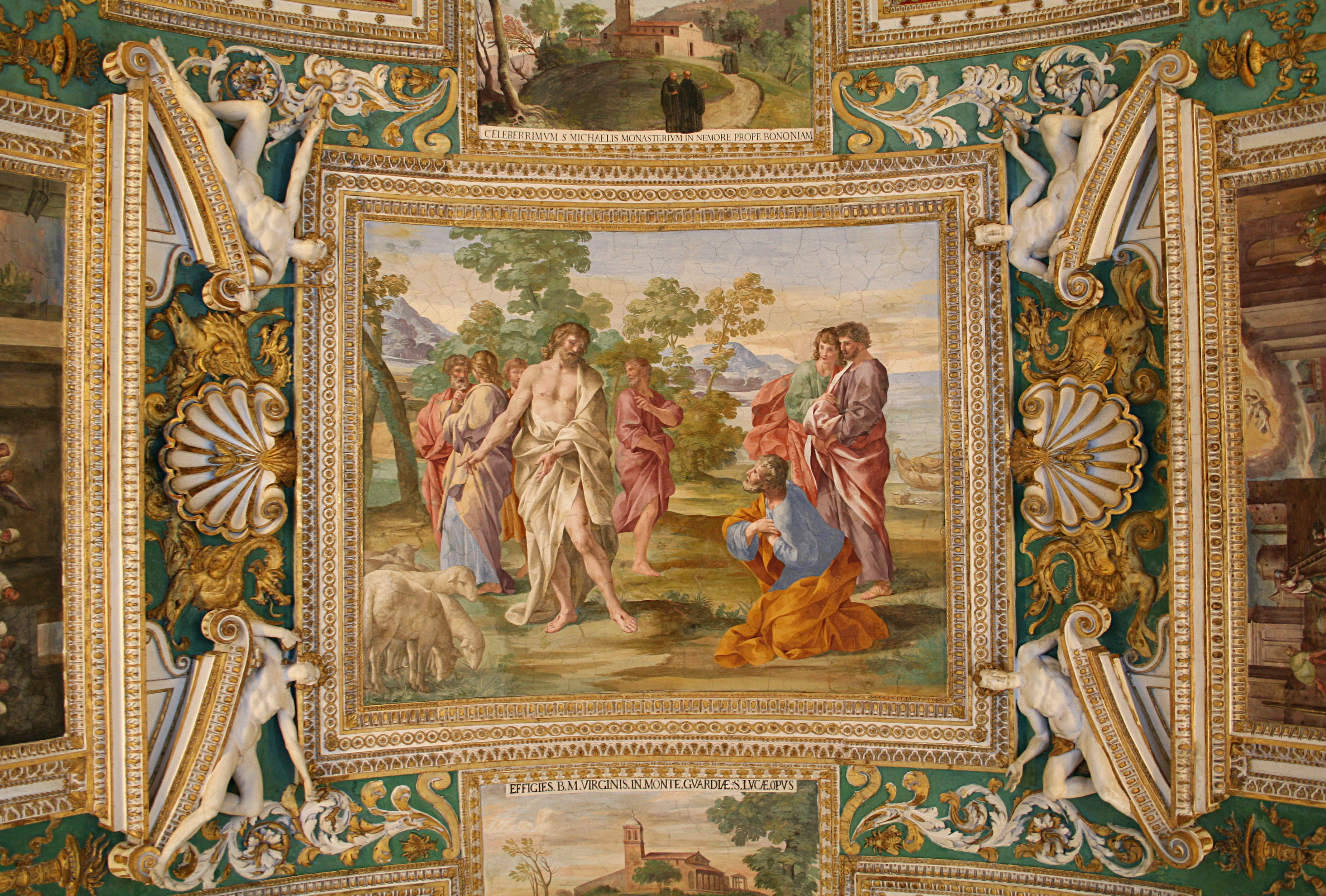
Fresque de la galerie des cartes
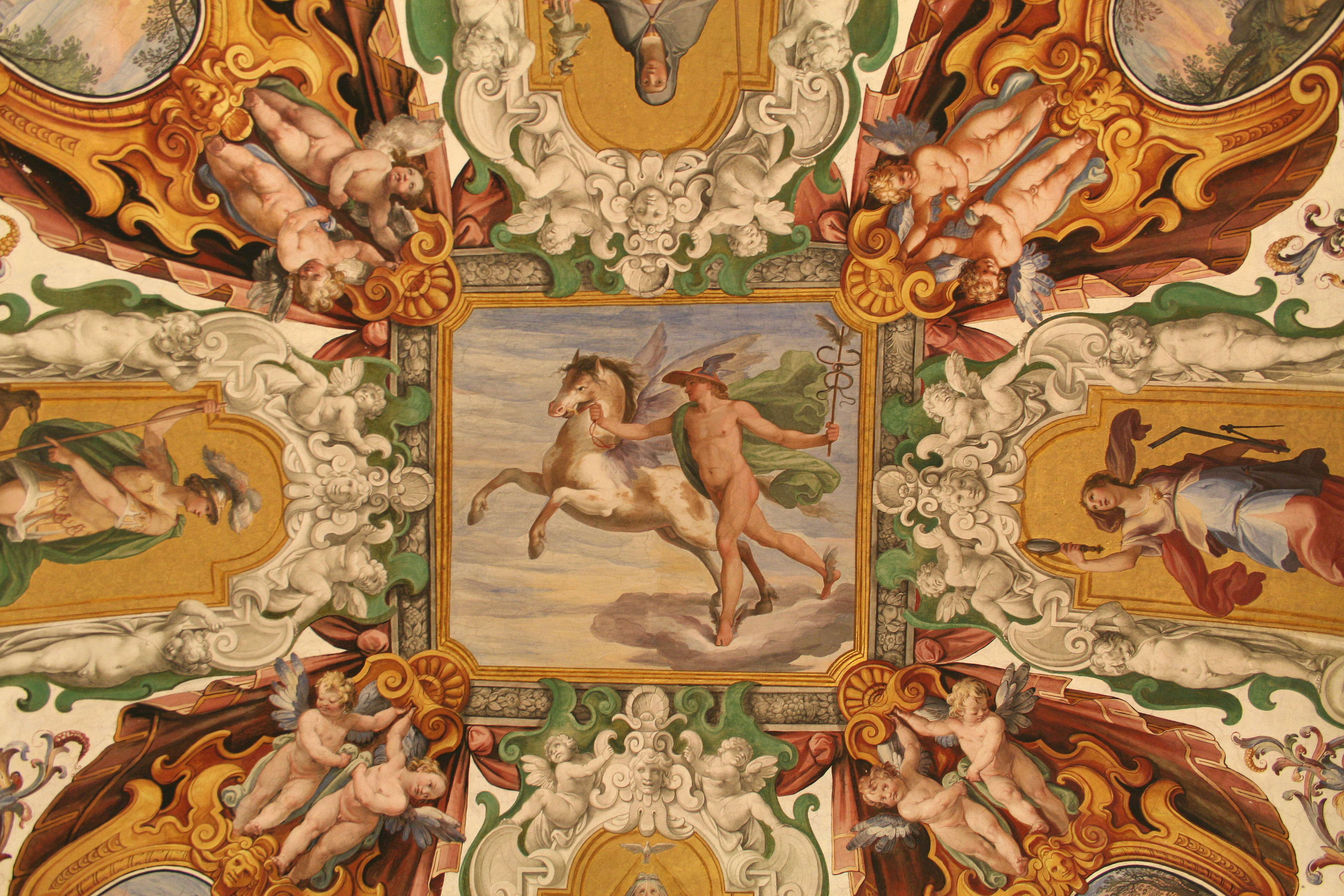
Fresque représentant Mercure
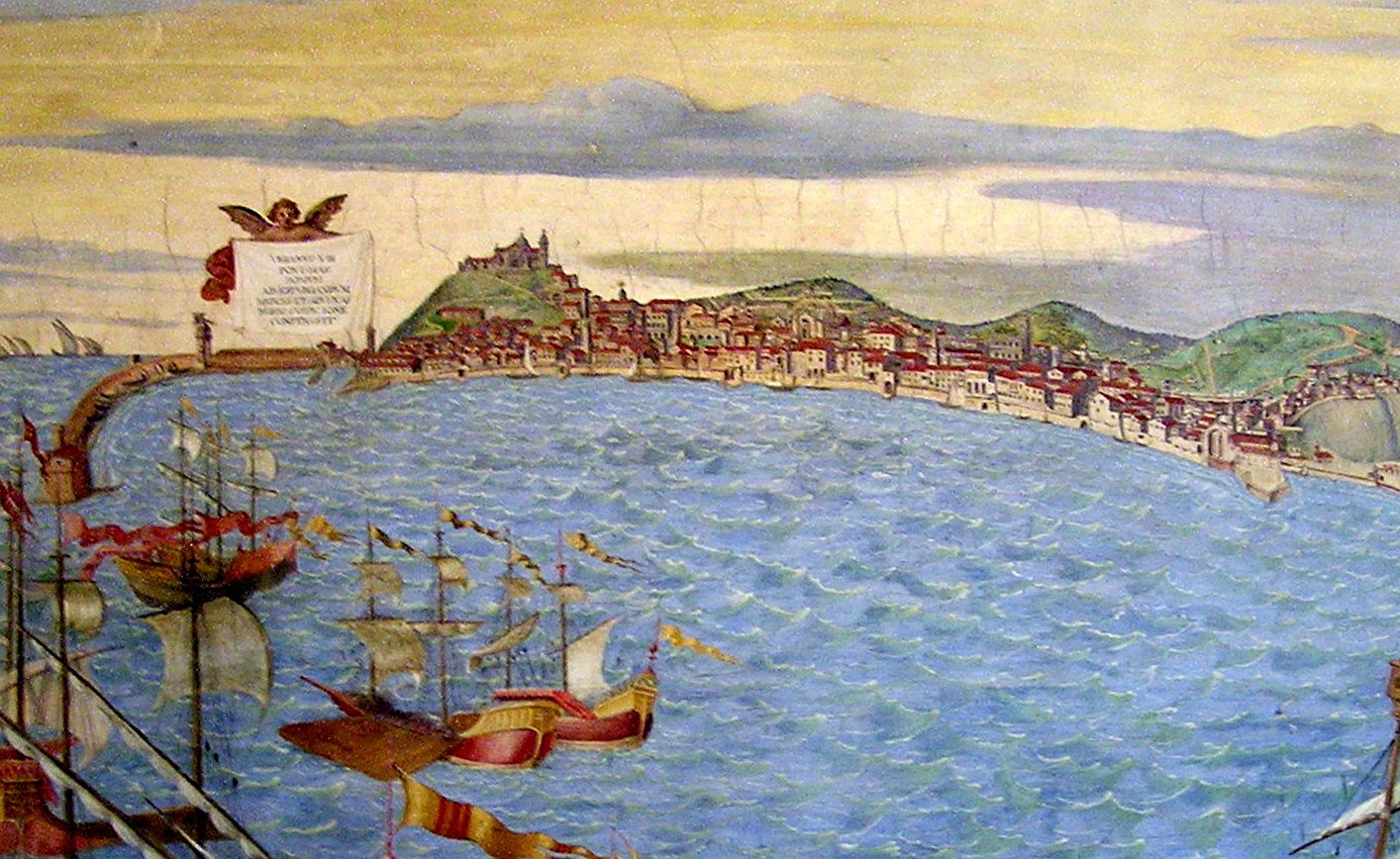
Ancône

## Sources
- Ufficio Pubblicazioni Musei Vaticani, Les Musées du Vatican, Edizioni Musei Vaticani, 2010, p. 139-147,  (ISBN 978-88-8271-208-2).